# بلدية لودزا
بلدية لودزا هي بلدية في لاتفيا، بلغ عدد سكانها 15٬667 نسمة، في 2010، عاصمتها لودزا، تبلغ مساحتها 966 كيلومتر مربع، رمزها البريدي هو 5701، و5702.

## مدن توأم
المدن التوأم:
- Aue (Samtgemeinde) [الإنجليزية]‏
- Hlybokaye [الإنجليزية]‏
- Maków, Łódź Voivodeship [الإنجليزية]‏[2]
- مولتاي [الإنجليزية]‏[2]
- نيفل
- نوفوبولوتسك
- بولوتسك[2]
- روكيسكيس
- سبج[2]
- سفيشتوف[2]
- Zaslawye [الإنجليزية]‏.[2]